# 小行星13993
小行星13993（13993 Clemenssimmer）是一颗绕太阳运转的小行星，为主小行星带小行星。该小行星于1993年3月17日发现。

## 轨道参数
小行星13993的轨道半长轴为2.3376977 UA，离心率为0.052。